# 巴林頓湖 (伊利諾伊州)
巴林頓湖（英語：Lake Barrington）是位於美國伊利諾伊州萊克縣的一個村落。

## 地理
巴林頓湖的座標為42°12′45″N 88°10′05″W / 42.21250°N 88.16806°W，而該地最高點為海拔高度238米（即781英尺）。

## 人口
根據2010年美國人口普查的數據，巴林頓湖的面積為15.90平方千米，當中陸地面積為15.11平方千米，而水域面積為0.79平方千米。當地共有人口4973人，而人口密度為每平方千米312人。